# Callosides campbelli
Callosides campbelli är en skalbaggsart som beskrevs av Henry Fuller Howden 1971. Callosides campbelli ingår i släktet Callosides och familjen Hybosoridae. Inga underarter finns listade.